# Бернард Беренсон
Бернард Беренсон (англ. Bernard Berenson; 26 липня 1865, Литва — 6 жовтня 1959, Флоренція) — експерт, історик і мистецтвознавець США єврейсько-литовського походження. Спеціалізувався на майстрах італійського Відродження.

## Біографія

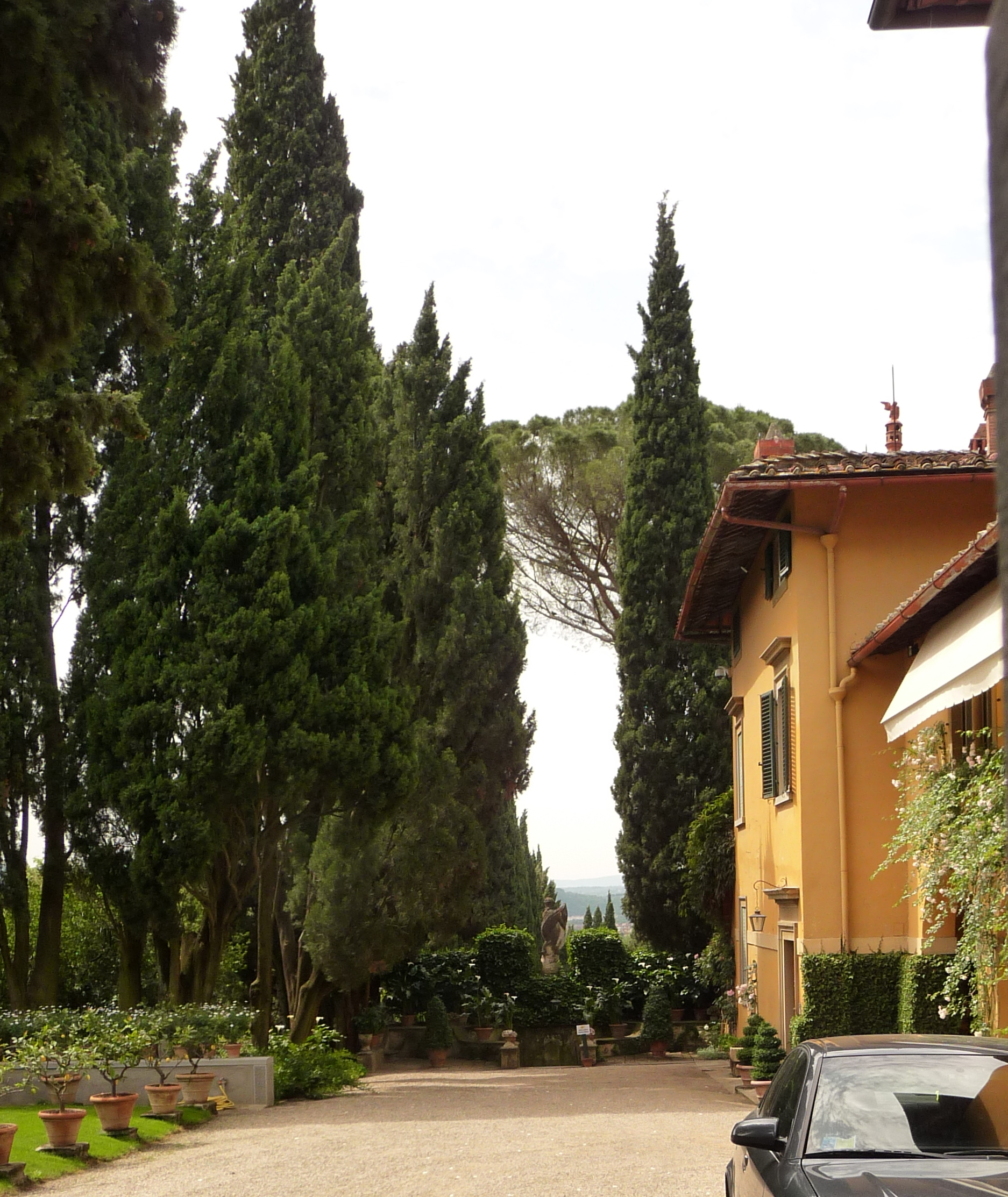
Подвір'я вілли Татті у Фьєзолє

Народився в Литві. Походить з єврейської родини. У зв'язку з загрозою єврейських погромів і смерті родина емігрувала у США, куди вивезла 10-річного Бернарда. Отримав вищу освіту в Гарвардському університеті США.
Серед його блискучих атрибуцій — підтвердження оригінальності картини Леонардо да Вінчі «Мадонна Бенуа» (Мадонна з квіткою), що належала тоді Імператорському Ермітажу.
Беренсон — один з фігурантів галасливого судового процесу за приводом атрибуції одного з варіантів «Дами з фероньєркою» того ж Леонардо у 1923 році. У 1930 р. надрукував свою працю «Італійські художники доби Відродження». Скандал був і з приводу атрибуції картини «Поклоніння пастухів», яку Беренсон відносив до ранішніх творів Тіціана.
За свої атрибуції(експертні оцінки) брав 5 відсотків комісійних. Серед його клієнтів — мільйонери США і Ізабелла Стюарт Гарднер. Став дуже заможною людиною, придбав віллу Татті у Фьєзоле біля Флоренції. Жив в Італії постійно навіть у роки 2-ї світової війни, чим досадив фашистам. По заповіту Б.Беренсона вілла з усіма художніми цінностями перейшла до майна Гарвардського університету.
Беренсону закидають провину за неточність деяких атрибуцій. Але треба оцінювати спеціаліста комплексно — за його успіхи і невдачі. Успіхів було більше, що доводить надзвичайно високий рівень зібрання Музею Ізабелли Стюарт Гарднер в місті Бостон.

## Галерея

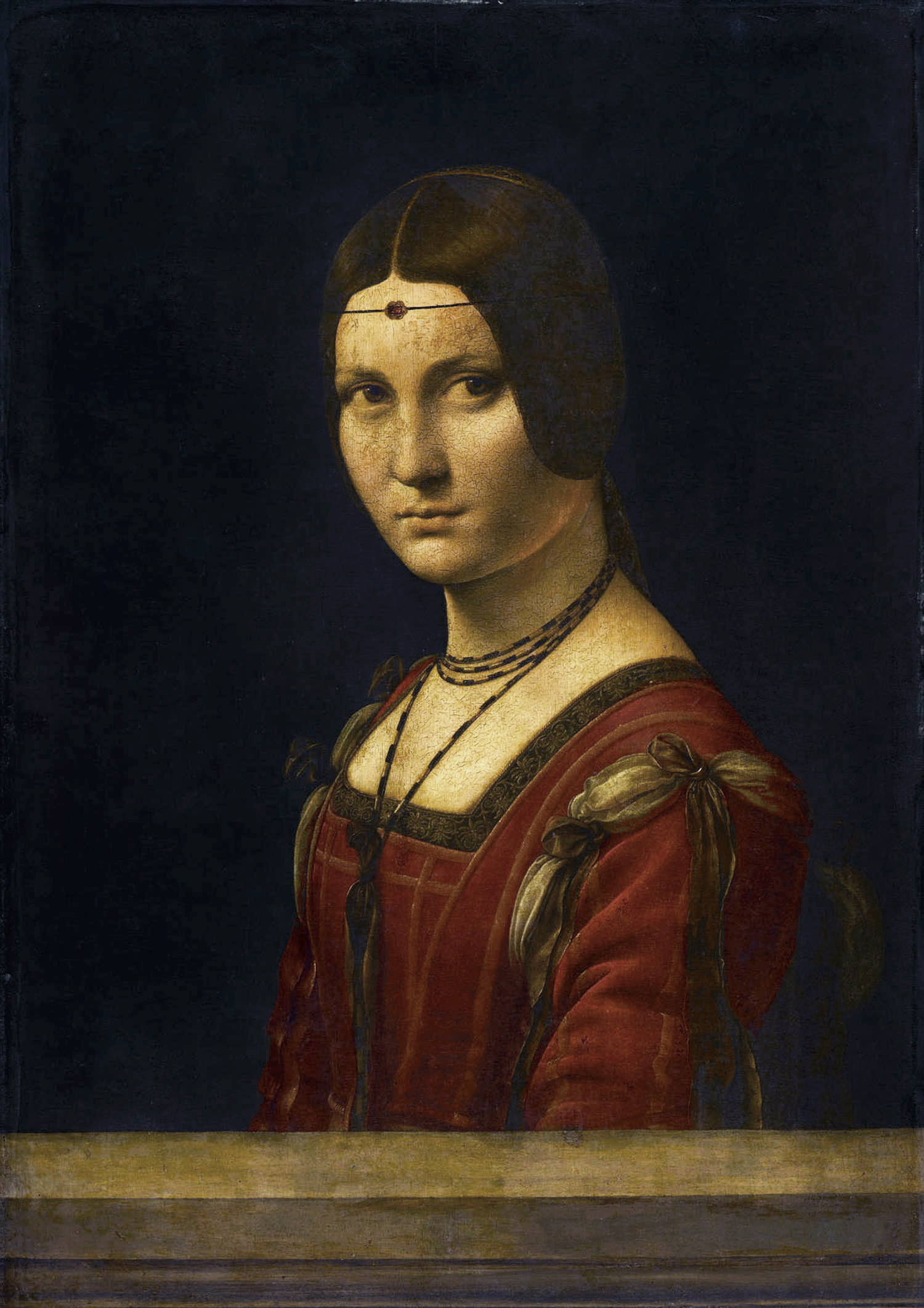
Худ.Леонардо, Дама з фероньєркою
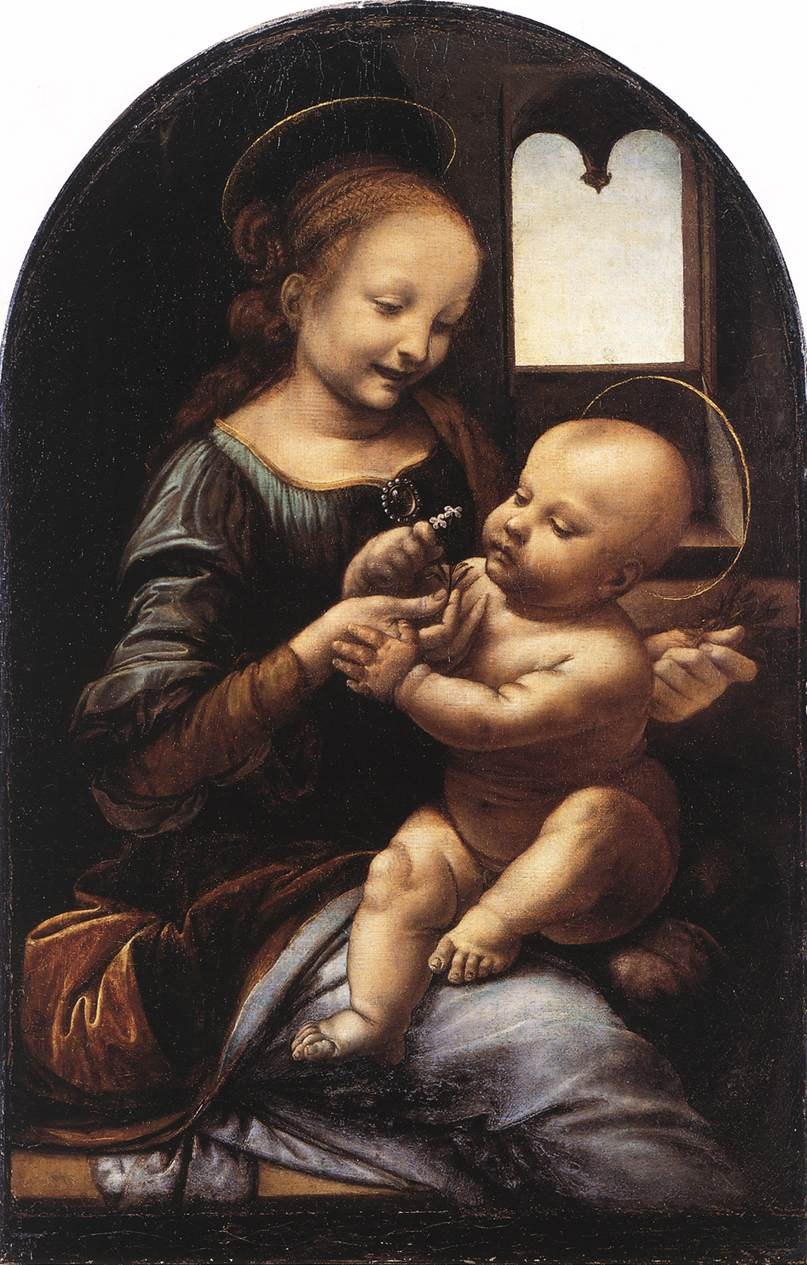
Худ. Леонардо. Мадонна Бенуа.Ермітаж
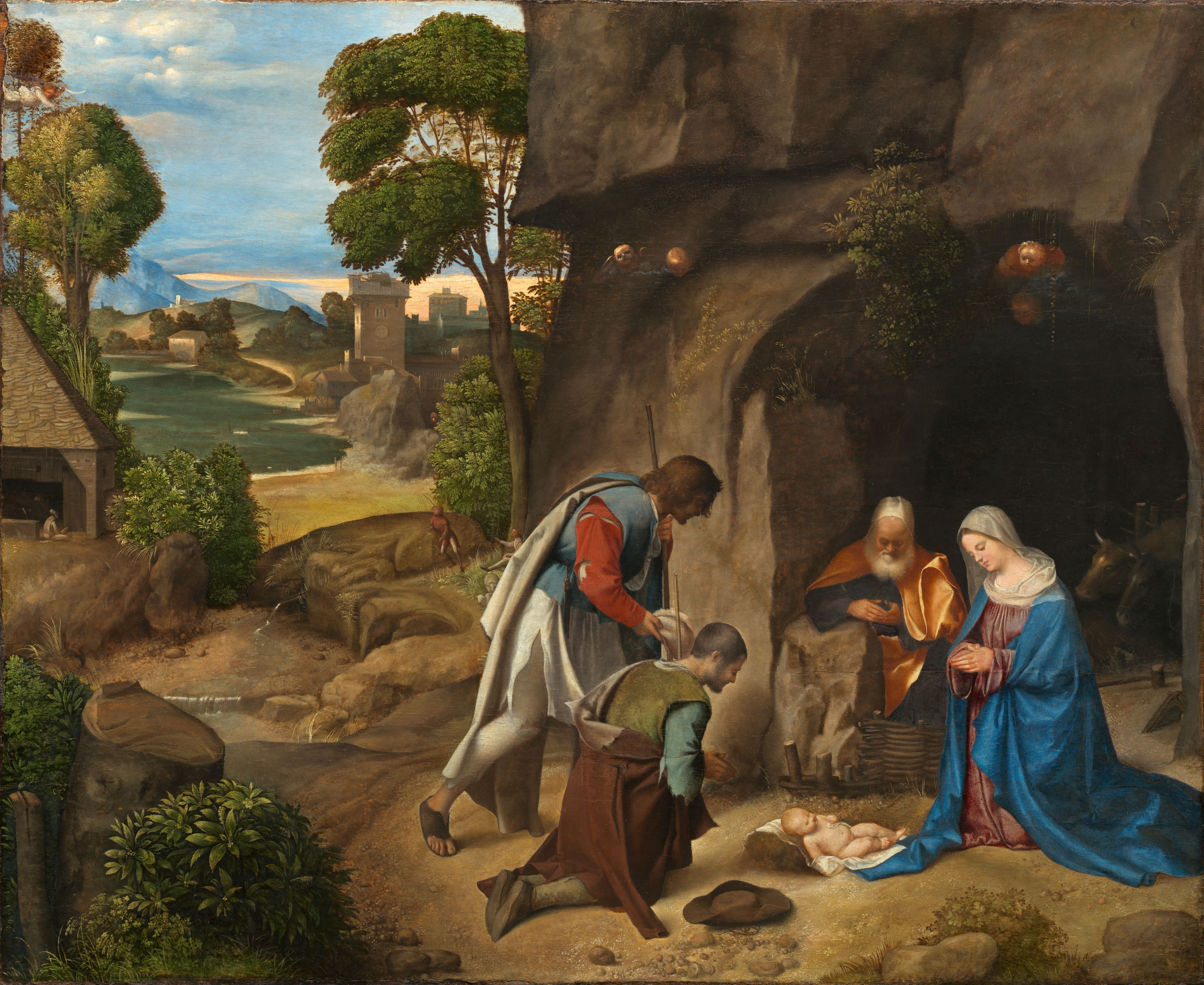
Поклоніння пастухів. Беренсон відніс картину до творів Тіціана. Доводять, що це Джорджоне.